# Kratzer (Archäologie)

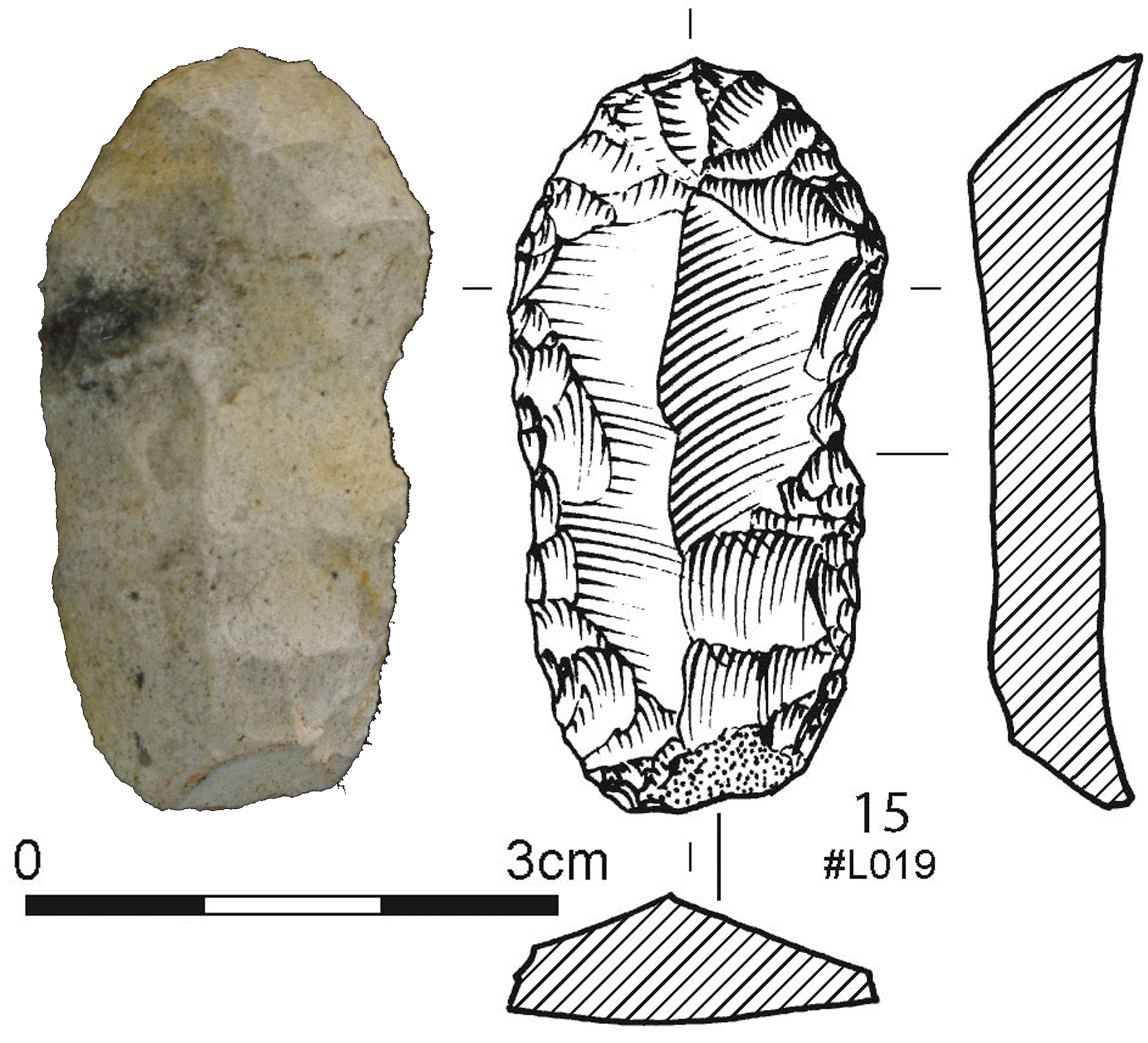
Kratzer

Der Begriff Kratzer (englisch Scarper) wird in der archäologischen Fachliteratur widersprüchlich verwendet. Die Trennung zwischen Schaber und Kratzer ist nicht eindeutig, das Gleiche gilt für die angenommenen Funktionen. 

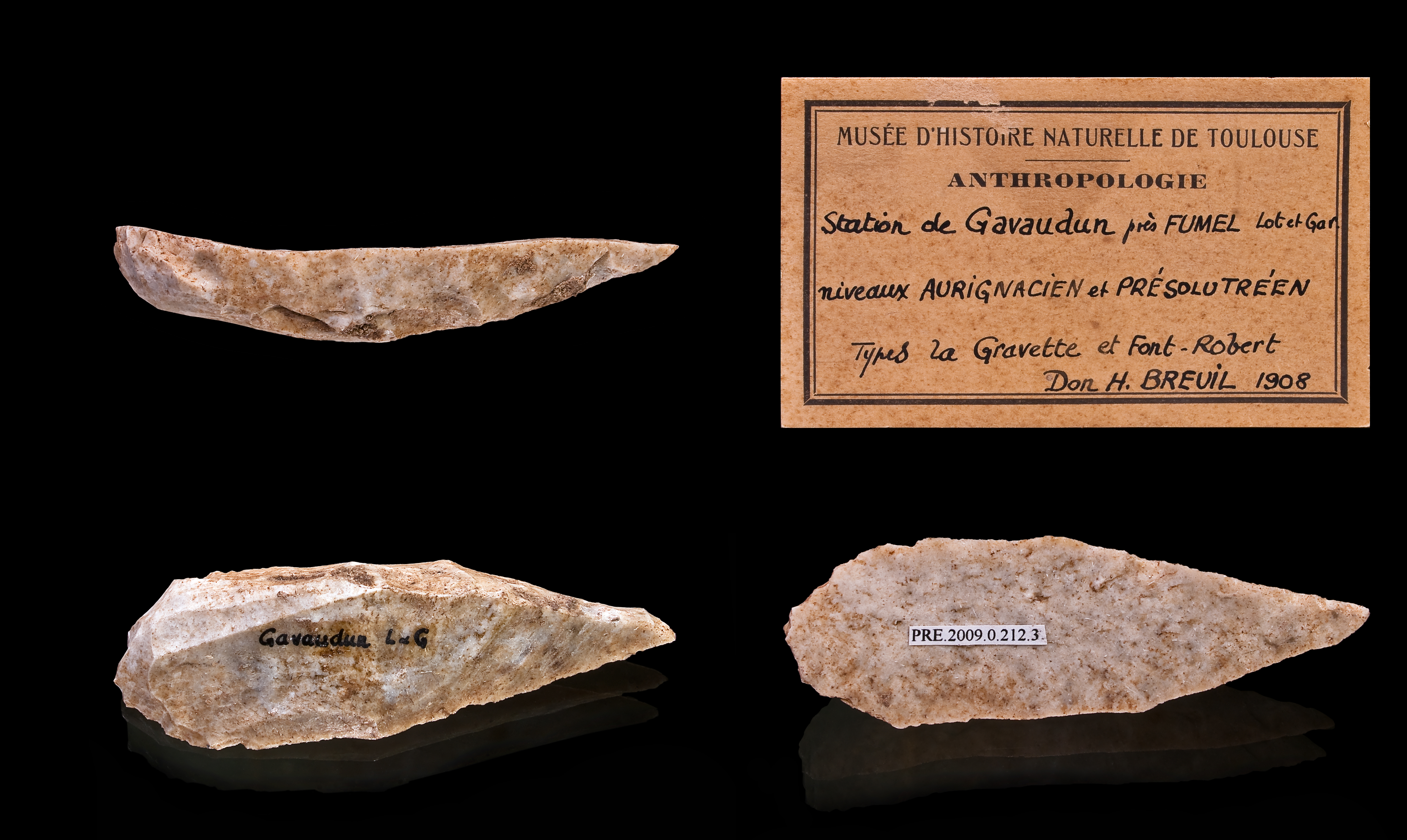
Kratzer aus dem Muséum von Toulouse – Arbeitskante links

Als Kratzer wird meist ein Werkzeug zum Abnehmen feinster Späne bezeichnet, der sich vom „Schaber“ nur durch seine schmalere Arbeitskante unterscheidet. Demnach hat der Kratzer eine schabende Funktion und eine schmale Arbeitskante. Zinken und Stichel sind als spezielle Schaberformen anzusehen. Stefan Unser hat auf diesen Missstand hingewiesen. Das Dilemma kann allenfalls mit der von François Bordes vorgeschlagenen geometrisch definierten Steingerätemorphologie gelöst werden, die von Funktionen unabhängig ist. Hier ist der Kratzer (grattoir, end-scraper) durch eine mehr oder weniger bogenförmige Retusche an einem schmaleren Ende des Abschlages oder der Klinge bestimmt.